# Peremyśki Archyjeparchijalni Widomosti
Peremyśki Archyjeparchijalni Widomosti (ukr. Перемиські Архиєпархіяльні Відомості; pol. Przemyskie Wiadomości Archidiecezjalne) – rocznik greckokatolicki, będącym oficjalnym organem Archidiecezji przemysko-warszawskiej. Tematyka pisma obejmuje informacje o historii, nauczaniu i aktualnej sytuacji grekokatolików w Polsce. Czasopismo ukazuje się w języku ukraińskim i polskim. Sekretarzem redakcji jest Włodzimierz Pilipowicz